# Odznaka „Zasłużony Działacz LOK”
Odznaka „Zasłużony Działacz LOK” – odznaczenie okresu PRL przyznawane przez Ligę Obrony Kraju.